# Paul Granet
Pour les articles homonymes, voir Granet.
Paul Granet, né le 20 mars 1931 à Roquemaure et mort le 17 septembre 2017 à l'âge de 86 ans à Troyes, est un député français.
Il est député UDR de 1968 à 1974, puis député UDF de 1978 à 1981.

## Biographie

### Jeunesse et études
Paul Granet suit des études de droit et obtient une licence de droit. Il est également diplômé d'études supérieures ès lettres. Il est admis à l'École nationale d'administration (promotion Alexis-de-Tocqueville, 1958-1960).

### Parcours professionnel
Il est signataire de l'« appel des 43 » en faveur d'une candidature de Valéry Giscard d'Estaing à l'élection présidentielle de 1974. Il est, à la suite de l'élection de ce dernier, appelé au gouvernement. Son chef de cabinet est Claudine Revolio.
En 1975, pour réduire le chômage, il créa un dispositif qui passa à la postérité comme les « stages Granet » permettant aux jeunes à l'ANPE de faire un stage de 6 à 9 mois, ayant ensuite la priorité de l'embauche,.

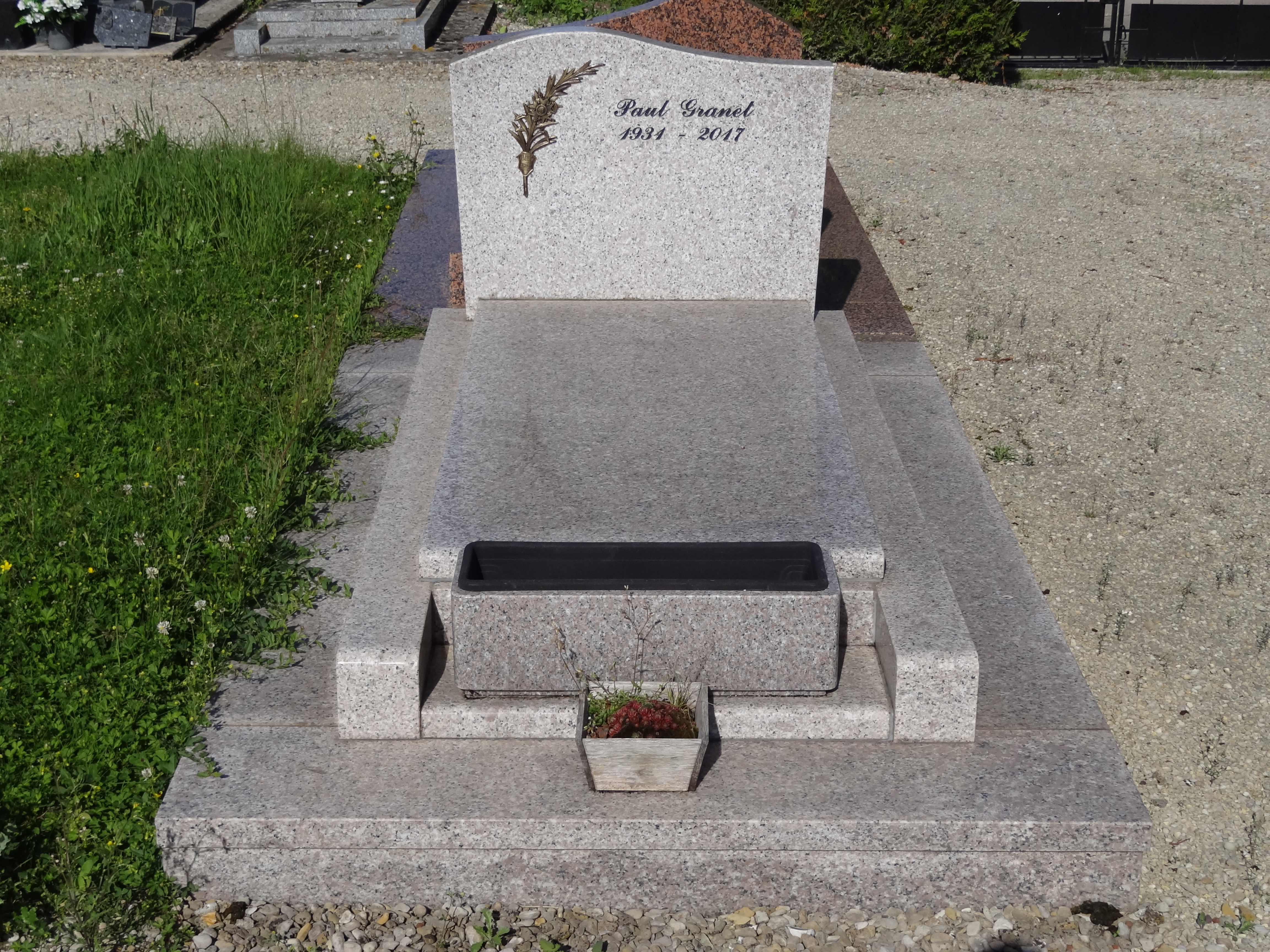
La tombe de Paul Granet au cimetière d'Ossey-les-Trois-Maisons (Aube).

## Mandats et fonctions

### Mandats parlementaires
- 12/03/1967 - 30/05/1968 : Aube - Union démocratique pour la V° République
- 30/06/1968 - 01/04/1973 : Aube - Union des démocrates pour la République
- 11/03/1973 - 09/07/1974 : Aube - Union des démocrates pour la République
- 19/03/1978 - 22/05/1981 : Aube - Union pour la démocratie française

### Fonctions ministérielles
- Secrétaire d'État à la Formation professionnelle dans le 1er gouvernement Jacques Chirac du 28 mai 1974 au 12 janvier 1976
- Secrétaire d'État à l'Environnement dans le 1er gouvernement Jacques Chirac du 12 janvier au 27 août 1976

## Ouvrages
- Changer la ville, Paris : B. Grasset, 1975.
- Ne dites pas au Président que je suis U.D.F., il me croit socialiste, Balland, 1981.